# Darrell Ubick
Darrell Ubick, anciennement Darko Ljubić est un arachnologiste croato-américain né le 29 mars 1952 à Dubrovnik.
Diplômé de l'Université d'État de San José, il travaille à la California Academy of Sciences.

## Taxons nommés en son honneur
- Cesonia ubicki Platnick & Shadab, 1980
- Zelotes ubicki Platnick & Shadab, 1983
- Synemosyna ubicki Cutler, 1988
- Araneus ubicki Levi, 1991
- Talanites ubicki Platnick & Ovtsharenko, 1991
- Cicurina ubicki Gertsch, 1992
- Tuberochernes ubicki Muchmore, 1997
- Agra ubicki Erwin, 2002
- Calileptoneta ubicki Ledford, 2004
- Heterometrus ubicki Kovarik, 2004
- Tidarren ubickorum Knoflach & van Harten, 2006

## Quelques Taxons décrits
- Cavernocymbium Ubick, 2005
- Cavernocymbium prentoglei Ubick, 2005
- Cavernocymbium vetteri Ubick, 2005
- Calicina Ubick & Briggs, 1989
- Clubiona altissimoides Liu, Yan, Griswold & Ubick, 2007
- Clubiona applanata Liu, Yan, Griswold & Ubick, 2007
- Clubiona cylindrata Liu, Yan, Griswold & Ubick, 2007
- Drassinella gertschi Platnick & Ubick, 1989
- Drassinella siskiyou Platnick & Ubick, 1989
- Drassinella sonoma Platnick & Ubick, 1989
- Enigmina Ubick & Briggs, 2008
- Megacina Ubick & Briggs, 2008
- Microcinella Ubick & Briggs, 2008
- Microcina Briggs & Ubick, 1989
- Parazanomys Ubick, 2005
- Parazanomys thyasionnes Ubick, 2005
- Phrurolithus bifidus Yin, Ubick, Bao & Xu, 2004
- Phrurolithus qiqiensis Yin, Ubick, Bao & Xu, 2004
- Phrurolithus revolutus Yin, Ubick, Bao & Xu, 2004
- Socalchemmis Platnick & Ubick, 2001
- Socalchemmis arroyoseco Platnick & Ubick, 2007
- Socalchemmis bixleri Platnick & Ubick, 2001
- Socalchemmis cajalco Platnick & Ubick, 2001
- Socalchemmis catavina Platnick & Ubick, 2001
- Socalchemmis cruz Platnick & Ubick, 2001
- Socalchemmis gertschi Platnick & Ubick, 2001
- Socalchemmis icenoglei Platnick & Ubick, 2001
- Socalchemmis idyllwild Platnick & Ubick, 2001
- Socalchemmis kastoni Platnick & Ubick, 2001
- Socalchemmis miramar Platnick & Ubick, 2001
- Socalchemmis monterey Platnick & Ubick, 2001
- Socalchemmis palomar Platnick & Ubick, 2001
- Socalchemmis prenticei Platnick & Ubick, 2001
- Socalchemmis rothi Platnick & Ubick, 2001
- Socalchemmis shantzi Platnick & Ubick, 2001
- Socalchemmis williamsi Platnick & Ubick, 2001
- Titiotus costa Platnick & Ubick, 2008
- Titiotus fresno Platnick & Ubick, 2008
- Titiotus gertschi Platnick & Ubick, 2008
- Titiotus heberti Platnick & Ubick, 2008
- Titiotus humboldt Platnick & Ubick, 2008
- Titiotus icenoglei Platnick & Ubick, 2008
- Titiotus madera Platnick & Ubick, 2008
- Titiotus marin Platnick & Ubick, 2008
- Titiotus roadsend Platnick & Ubick, 2008
- Titiotus shantzi Platnick & Ubick, 2008
- Titiotus shasta Platnick & Ubick, 2008
- Titiotus tahoe Platnick & Ubick, 2008
- Titiotus tulare Platnick & Ubick, 2008
- Tularina Ubick & Briggs, 2008
- Zorocrates apulco Platnick & Ubick, 2007
- Zorocrates blas Platnick & Ubick, 2007
- Zorocrates bosencheve Platnick & Ubick, 2007
- Zorocrates chamela Platnick & Ubick, 2007
- Zorocrates chamula Platnick & Ubick, 2007
- Zorocrates chiapa Platnick & Ubick, 2007
- Zorocrates colima Platnick & Ubick, 2007
- Zorocrates contreras Platnick & Ubick, 2007
- Zorocrates huatusco Platnick & Ubick, 2007
- Zorocrates nochix Platnick & Ubick, 2007
- Zorocrates oaxaca Platnick & Ubick, 2007
- Zorocrates ocampo Platnick & Ubick, 2007
- Zorocrates pie Platnick & Ubick, 2007
- Zorocrates potosi Platnick & Ubick, 2007
- Zorocrates soledad Platnick & Ubick, 2007
- Zorocrates sotano Platnick & Ubick, 2007
- Zorocrates tequila Platnick & Ubick, 2007
- Zorocrates terrell Platnick & Ubick, 2007
- Zorocrates xilitla Platnick & Ubick, 2007
- Zorocrates yolo Platnick & Ubick, 2007